# René Savary (Radsportler)
René Savary (* 12. Oktober 1949 in Oberriet) ist ein ehemaliger Schweizer Radrennfahrer und heutiger Radsporttrainer.
Als Amateur gewann er 1970 eines der renommiertesten deutschen Strassenrennen, das Ernst-Sachs-Gedächtnisrennen in Schweinfurt. Sechsmal wurde René Savary zwischen 1971 und 1978 Schweizer Meister: 1971 und 1972 im Punktefahren, 1975 im Omnium sowie 1976, 1977 und 1978 im Steherrennen. 1976 und 1977 wurde er Vize-Europameister der Steher. 1972 gewann er die Stausee-Rundfahrt Klingnau, 1974 die Schellenberg-Rundfahrt, 1976 die Nordwestschweizer Rundfahrt. Zweimal startete er bei der Tour de Suisse, 1976 gewann er die fünfte Etappe, 1979 die zweite. Bei der Internationalen Vitamalz-Rundfahrt 1979, einer Vorgängerin der Deutschland-Tour, entschied er als Gastfahrer des deutschen Radsportteams Kondor die zweite Etappe für sich. Savary startete ab November 1972 bis zu seinem Karriereende als Berufsfahrer.
Savary startete bei 89 Sechstagerennen; 1978 gewann er das von Zürich, gemeinsam mit René Pijnen.
1982 beendete René Savary seine aktive Radsportlaufbahn und war seitdem als Trainer tätig, zunächst als Schweizer Nationaltrainer und Delegationsleiter bei UCI-Strassen-Weltmeisterschaften und Olympischen Spielen. Danach baute er diverse Fitness- und Trainingscenter auf und war im Sportconsulting tätig. Von 2001 bis 2006 war er als Sportlicher Leiter bei Phonak Hearing Systems und 2010 beim BMC Racing Team tätig. Von 2005 bis 2011 war er erneut Nationalcoach der Schweizer Radprofis und von 2011 bis 2016 Nationaltrainer der Handbiker.